# Kognitivní vývoj kojence

### Období kojenecké
Jako kojenecké období je označován první rok života (přesněji 2. až 12. měsíc). V průběhu tohoto období dochází k velmi rychlému vývoji všech oblastí, což vede k formování dětské osobnosti až na úroveň jistého primárního osamostatnění. Dochází k projevům individuálních rozdílů ve vývoji, projevují se charakteristické osobnostní rysy (např. temperament). Kojenec je otevřený vůči okolnímu světu, osobitým způsobem si vybírá a přijímá nabízené podněty. 
Vedle receptivity jsou pro kojenecké období významné také biologické potřeby. Zřejmá je koncentrace dítěte na jídlo, teplo a tělesnou pohodu. V kojeneckém věku jsou velmi důležitá ústa, probíhá přes ně kromě krmení také veškeré poznávání okolních předmětů.
Potřeba stimulace souvisí s potřebou učení. Přes podněty, které se dítěti nabízí, a které fungují jako informace, dítě získává zkušenosti se sebou samým i s okolním světem. Za normálních okolností je potřeba stimulace saturována spontánně, prostřednictvím běžného působení okolního prostředí i rodičovského chování. Zdravé dítě je schopno tyto podněty přijímat a zpracovávat, v případě nepřiměřeného uspokojování potřeby stimulace pak u dítěte dochází k odlišnému pojetí sama sebe i okolního světa. V extrémních případech může dojít až k vyvinutí určitých obranných mechanismů (např. generalizované odmítání všech podnětů nebo různé únikové tendence). 

### Kognitivní procesy v kojeneckém období
Rozvoj kognitivních procesů probíhá v interakci se zráním a učením, ve vztahu s ostatními složkami vývoje dětské osobnosti. Poznávání a učení probíhá na úrovni konkrétního kontaktu s reálným světem (dítě vnímá to, čeho se může zmocnit a s čím může podle svých kompetencí manipulovat). Důležitou potřebou dítěte v tomto věku je zvídavost v závislosti na pocitu citové jistoty.
V kojeneckém období dochází k rozvoji zrakového vnímání a pohybových dovedností, přičemž zrak je v tomto věku nejvýznamnějším prostředkem orientace v okolním světě. Od 8. týdne je dítě schopné sledovat pohybující se předmět, schopnost vidění stimuluje i pohyb hlavičky (dítě ji zvedá a pohybuje jí na všechny strany, aby si mohlo prohlédnout i to, co aktuálně nemá v zorném poli). Od 3. měsíce dítě dokáže zaostřit na vzdálenost až do 50 cm, rozeznává také některé barvy. Ve věku 3 – 5 měsíců už dítě dokáže sledovat předměty pohybující se i ve směru vertikálním (např. kutálející se míč). Půlroční dítě už je schopné sledovat pohyb předmětů pouze očima, nemusí zapojovat celou hlavu, sleduje předměty vzdálené až na 1 metr. Po 7. měsíci se dítě většinou samo posadí, což mu umožňuje sledovat okolí v lepším zorném úhlu. Po 6 měsících dítě dokáže vnímat prostor a stále více se rozvíjí koordinace jeho očí a rukou (hraje si s ručičkami, má snahu více uchopovat a prohlížet si hračky, které má v dosahu). 
Kognitivní schopnosti jsou závislé i na vývoji motorických dovedností, zejména na ovládnutí hlavičky (asi ve 2. měsíci), úchopu a manipulaci s objekty (od 4. měsíce), sezení (od 7. měsíce) a počátcích samostatné lokomoce (konec 1. roku). Pohybový vývoj je významný pro rozšíření podnětové nabídky; dítě tak může lépe regulovat intenzitu poznávání. 
V kojeneckém období dítě prochází vývojem v několika fázích. Obsahem první fáze je především koncentrace na vlastní tělo a jeho projevy (zaměřené na rozlišení a potvrzení vlastních kompetencí). Dítě začíná diferencovat informace a hledat souvislosti (např. rozlišuje živé a neživé objekty). Ve druhé fázi dítě projevuje větší zájem i o své okolí. Zájem dítěte není koncentrován pouze na činnost, ale výrazněji na její efekt. Na této úrovni vývoje se také objevuje záměrné jednání. Dítě se na základě těchto prožitků projevuje převážně egocentricky (domnívá se, že je příčinou veškerého dění, na které upne pozornost, osobní prožitky mají velmi velkou intenzitu, zaujímají dominantní význam v celkovém prožívání dítěte). V této fázi má dítě určité vědomí trvalosti objektu (věci i lidé existují, přestože je právě nevidí). Třetí fáze trvá zhruba od 8 do 12 měsíců věku dítěte. Jeho chování je stále více zaměřeno na určitý cíl a dokáže predikovat výsledek svého jednání. Dále dítě začíná chápat vztahy mezi prostředkem a cílem, mezi příčinou a následkem, a také existenci objektů v prostoru a jejich vzájemné souvislosti.
Smékal (2002, s. 14) předkládá seznam klíčových momentů ve vývoji kojence:
- důvěra či nedůvěra
- presociální, sebestředné, premorální stadium
- senzorické připoutání (závislost na pečující osobě v oblasti rozvoje funkce smyslových orgánů u dítěte)
- první rozlišování známého od neznámého; první diferenciace základní životní orientace na svět jako na výzvu nebo jako na hrozbu

Smékal dále upozorňuje, že v prvním roce života se výrazně rozvíjí pátrací chování a poznávací dychtivost dítěte. Na tyto akty lze usuzovat ze změny mimiky při zaslechnutí zvuku, podle směru pohledu, podle trvání sledování předmětu pohybujícího se v zorném poli nebo podle „zkoumavých“ mimických projevů při prohlížení obličeje členů rodiny i dalších lidí. 
Shrnutí:
Kojenecké období je označováno jako fáze receptivity, to znamená otevřenosti k okolnímu světu. Otevřenost ke světu zároveň vyjadřuje ochotu dítěte akceptovat podněty, jež jsou jeho součástí. To znamená, že nejsou považovány za ohrožující. Mnozí autoři mluví o potřebě kojence získat ve vztahu ke světu základní důvěru, chápat jej jako neohrožující a bezpečný. 
V kojeneckém věku je významná primární potřeba stimulace a s ní související potřeba učení, tj. získávání zkušeností. Podněty fungují jako informace, jejichž zpracování se projeví v oblasti učení, tj. rozvojem dětské osobnosti. Podněty materiálního i sociálního typu specificky stimulují ty dispozice, které dozrály na potřebnou úroveň. 

### Role dospělých
Rodiče mohou nabízením vhodných podnětů tlumit nebo posilovat vrozenou zvídavost dítěte. Je důležité, aby dítě získalo základní důvěru ke světu. Stimulace ze strany dospělých by proto měla mít pozitivní charakter. Dítěti to pomůže udržet si otevřenost vůči světu a ochotu akceptovat podněty, které se stávají jeho součástí.  
Protože je kojenec v prvních měsících života většinu času vázán na omezený prostor a aktivitu jiného člověka a jeho motorika ještě není dostatečně rozvinuta, nemůže podnětové působení vlastní aktivitou zlepšit. Je tedy na rodičích, aby zodpovědně přistoupili ke stimulaci dítěte, např. formou vhodných hraček.    
V dnešní době se také vede diskuze o tom, zda je vhodné dítě „nutit“, aby se posadilo (zhruba v 7. měsíci, což je průměrný věk u většiny normálně se vyvíjejících dětí). Podle mého názoru nucení v žádném případě není vhodná forma pomoci ve vývoji. Pokud rodiče vidí, že dítě má samo snahu se posadit, samozřejmě by jej v tom měli podpořit, ale pokud aktivita nepřichází v první řadě od dítěte samotného, rodiče by měli počkat na vhodnější dobu, protože každé dítě se vyvíjí svým tempem a 7 měsíců nemusí být vždy ta „správná“ doba.